# Адольф Келльнер
Адольф Келльнер (нім. Adolf Kellner; 28 квітня 1940, Шлевеке — 26 грудня 1942, Атлантичний океан) — німецький офіцер-підводник, капітан-лейтенант крігсмаріне.

## Біографія
3 квітня 1936 року вступив на флот. В квітні-жовтні 1941 року пройшов курс підводника. В листопаді 1941 року служив в 24-й флотилії. З грудня 1941 року — 1-й вахтовий офіцер на підводному човні U-592. В травні-червні 1942 року пройшов курс командира човна. З 18 червня 1942 року — командир U-357. 15 грудня вийшов у свій перший і останній похід. 26 грудня U-357 був потоплений в Північній Атлантиці північно-західніше Ірландії (57°10′ пн. ш. 15°40′ зх. д.) глибинними бомбами британських есмінців «Гесперус» та «Ванесса». 6 членів екіпажу були врятовані, 36 (включаючи Келльнера) загинули.

## Звання
- Кандидат в офіцери (3 квітня 1936)
- Морський кадет (10 вересня 1936)
- Фенріх-цур-зее (1 липня 1936)
- Оберфенріх-цур-зее (1 квітня 1938)
- Лейтенант-цур-зее (1 липня 1938)
- Оберлейтенант-цур-зее (1 жовтня 1939)
- Капітан-лейтенант (1 вересня 1942)